# 左婧媛
左婧媛（1998年8月19日—），中国大型女子偶像团体SNH48成员，所属隊伍為Team X。
她于2016年1月18日加入SNH48六期生，并于4月20日移籍至GNZ48 Team NIII，及于该月30日的《我的太阳》公演出道。2022年6月10日，回歸SNH48，所屬為預備生，并于9月升格为正式成员，加入SNH48 Team X。

## 经历
2016年1月18日，左婧媛通過SNH48甄選，成為SNH48六期生，并加入GNZ48 Team NIII。4月30日，以GNZ48 Team NIII成员名义于“我的太阳”公演出道。7月30日，參加“比翼齊飛”SNH48第三屆偶像年度人氣總決選演唱會。8月26日，随团于广州中山纪念堂举办“‘爱音乐 翼起来’GNZ48梦想启航Showcase”演唱会。9月3日，随队参加“雪梨音乐节”。11月5日，参与了SNH48 Group第二届风尚大赏。
2017年1月7日，参与了SNH48第三届年度金曲大赏BEST 50。隨隊GNZ48 Team NIII演唱的歌曲《這樣的我》獲得第43位。。7月29日，于SNH48 Group第四届总选举獲得GNZ48 TOP16 第12名。11月18日，參加SNH48 GROUP第三屆年度風尚大賞。
2018年2月3日，参与了SNH48 Group第四届年度金曲大赏BEST 50，與唐莉佳表演的歌曲《未接來電》獲得第5位。7月28日，于SNH48 Group第五届总选举获得第42名，GNZ48 TOP16 第6名。10月23日，參與拍攝的SNH48第五屆總決選彙報單曲MV《天空信》上線。
2019年1月19日，参与了SNH48 Group第五届年度金曲大赏BEST 50，與熊心瑤、馮嘉希表演的歌曲《結伴》獲得皓月組第14位，隨隊GNZ48 Team NIII表演的歌曲《不放手》獲得星辰組第2位。7月27日，于SNH48 Group第六届总决选，獲得第18名，GNZ48第4名。12月21日，参与了SNH48 Group第六届年度金曲大赏BEST 50，與張昕、陳倩楠一起表演的歌曲《信念箭羽》獲得流螢組第23名，與唐莉佳一起表演的歌曲《低燒》獲得雲舸組第2名。。
2020年2月12日，GNZ48运营商发布公告，指其与唐莉佳存在严重违规行为，并将二人降格为非正式成員，無限期暫停其所有工作。8月15日，參加SNH48 Group第七屆總決選，獲得第8名，GNZ48第1名。
2021年8月7日，參加SNH48 Group第八屆總決選，獲得第10名，GNZ48第1名。

## 人物
- 劇場的自我介紹是「立正！向左看齊！」
- 第一位連霸年度青春盛典GNZ48第一名兩年的成員

## 參演歌曲

### GNZ48 EP
| #   | 標題                  | 參與歌曲名稱 | 名義        | MV | 備註           |
| --- | --------------------- | ------------ | ----------- | -- | -------------- |
| 1st | 《你所不知道的我》    |              |             |    |                |
| 1st | 《你所不知道的我》    | 近未來       | Team NIII   |    |                |
| 1st | 《你所不知道的我》    | 這樣的我     | Team NIII   |    |                |
| 2nd | 《BOOM! BOOM! BOOM!》 |              |             |    |                |
| 2nd | 《BOOM! BOOM! BOOM!》 | 青春不敗     | Team NIII   |    |                |
| 3rd | 《I.F》               |              |             |    |                |
| 3rd | 《I.F》               | 向日葵約定   | Team NIII   |    |                |
| 4th | 《SAY NO》            |              |             |    |                |
| 4th | 《SAY NO》            | 就是现在     | Team NIII   |    |                |
| 5th | 《甜蜜盛典》          |              |             |    |                |
| 5th | 《甜蜜盛典》          | 不見不散     | GNZ48選拔組 |    | 首次進入選拔組 |
| 6th | 《抱緊處理》          | 抱紧处理     | GNZ48選拔組 |    |                |
| 7th | 《此刻到永遠》        | Brave Heart  | GNZ48選拔組 |    |                |
| 8th | 《HERO》              | HERO         |             | ★  |                |

### SNH48 EP
| #    | 標題                | 參與歌曲名稱      | 名義             | MV | 備註                              |
| ---- | ------------------- | ----------------- | ---------------- | -- | --------------------------------- |
| 21st | 《魔女的诗篇》      | 天空信            | 夢想組 （TOP48） | ★  |                                   |
| 24th | 《那年夏天的梦》    |                   |                  |    |                                   |
| 24th | 《那年夏天的梦》    | 别怕              | GNZ48選拔組      |    |                                   |
| 25th | 《时间的歌》        | 勇不勇敢          | 高飛組 （TOP32） | ★  |                                   |
| 28th | 《F.L.Y成長三部曲》 | 別來無恙（YOUNG） | 星光組 （TOP16） | ★  | 首次進入總決選選拔組及SNH48選拔組 |
| 30th | 《花戎》            | 花戎              | 星光組 （TOP16） | ★  |                                   |
| 32nd | 絲路                | 絲路              | 星光組 （TOP16） | ★  |                                   |

### SNH48 專輯
| #   | 專輯名稱           | 參與歌曲名稱 | 名義   | MV | 備註           |
| --- | ------------------ | ------------ | ------ | -- | -------------- |
| 2nd | 《絕無僅有的感動》 | 絕無僅有     | 選拔組 | ★  | 發行時已被除名 |